# Arteria meníngea media
La arteria meníngea media es una arteria que se origina como rama colateral ascendente de la arteria maxilar.

## Ramas
Se divide en las siguientes ramas:
- Ramos ganglionares.
- Ramos orbitarios.
- Ramos temporales.
- Ramos petrosos.
- Ramos laríngeos accesorios (inconstantes).
- Arteria meningea menor (algunos autores).

## Distribución
Se distribuye hacia los huesos del cráneo
Pasa por el foramen espinoso